# مصرف الجنوب الإسلامي
مصرف الجنوب الإسلامي مصرف عراقي أهلي أُسس عام 2016، يبلغ رأس المال للمصرف 250 مليار دينار. مالك المصرف هو ضياء الزيدي.